# Psectrosciara ampullacea
Psectrosciara ampullacea är en tvåvingeart som beskrevs av Miguel Carles-Tolrá 2008.
Psectrosciara ampullacea ingår i släktet Psectrosciara och familjen dyngmyggor. Artens utbredningsområde är Spanien. Inga underarter finns listade i Catalogue of Life.